# Hylophobie
L'hylophobie (aussi connue sous les termes de xylophobie ou ylophobie) est un trouble psychologique caractérisé par une peur irrationnelle des bois, forêt ou des arbres.

## Étymologie
Hylophobie est dérivé du grec hylo-, signifiant "bois" ou "forêt", et phobo- signifiant "peur",.

## Causes et facteurs
La majeure partie des phobies débutent par un incident ou un souvenir d'enfance, et l'hylophobie n'est pas une exception. Normalement, cette phobie implique une attaque faite en forêt ou une sévère blessure causée par un objet en bois.

## Traitement
Les phobies comme l'hylophobie sont habituellement traitées à l'aide d'une thérapie qui rappelle au patient la manière dont cette phobie s'est développé, et en lui faisant relativiser les faits grâce à des explications. C'est souvent un objectif dur à accomplir, tandis que l'incident ne peut être oublié, et l'hypnose ou les médicaments anxiolotiques peuvent être utilisés.

## Médias
- Dans l'épisode 8 de la deuxième saison du drama de la chaîne télévisée BBC intitulée Flics toujours, Gerry Standing admet souffrir d'hylophobie ;
- Dans l'épisode 10 de la première saison de Wynonna Earp série de la chaîne télévisée SyFy, Agent Dolls dit être hylophobe, à la suite d'une mission en forêt où il avait perdu ses hommes[5] ;
- Dans l'épisode Un prince à New-Orge de la saison 21 des Simpson, Homer confond xylophobie et xénophobie, ce qui conduit à l'interdiction des xylophones.
- Dans le film Permis de Construire, Cécile Leblanc, interprétée par Anne Consigny, est atteinte de hylophobie.